# 楊德利
杨德利（1958年10月3日—）是马来西亚政治家。他于1996年至1998年期间担任第10任沙巴首席部长。沙巴人民联盟州政府委任全数6名官委州议员，其中包括沙巴进步党主席拿督杨德利本人。他在2020年10月8日下午才前往沙巴州元首府领官委州议员委任状。这是进步党相隔7年后再次回到沙巴州议会。他受委为沙巴油棕综合工业园有限公司（POIC Sabah Sdn Bhd）的新任主席于2020年12月11日。
1998年5月28日，杨德利向国家元首提交辞职信，宣布辞去沙巴首席部长一职，并在离任前于吉隆坡的办公室向首相马哈迪·莫哈末告别。

## 背景
杨德利祖籍广东省河源市龙川县，系客家人，生于北婆罗洲（现称 沙巴）。他的祖父母是于1911年，经由香港从龙川县迁居到北婆罗洲。

## 政治生涯
杨德利于1996年登上其政治生涯的高峰，担任沙巴首席部长，当年他仅36岁。他在1998年卸任首席部长职后数年，继续担任国会议员直到2002年9月。进步党在2008年宣布退出国阵后。该党在2013及2018年大选中全军覆没；在本届沙巴州选中2名候选人同样失利。杨德利相隔7年后再次回到州议会。
他目前担任的职位：
- 全球客家、崇正会联合总会　荣誉会长
- 中国广东省河源市归国华侨联合会　顾问
- 马来西亚河源同乡会　永久名誉会长
- 马来西亚沙巴州广东同乡会馆联合会　永久名誉顾问
- 马来西亚杨氏合总会　名誉会长
- 沙巴杨氏宗亲会　名誉顾问
- 马来西亚沙巴雅寄杨氏福利会　永久名誉主席
- 马来西亚海上丝绸之路学会　顾问
- 沙巴海上丝绸之路学会　顾问[4]
- 沙巴丹南杨太伯公庙　永久名誉主席

## 勋章
- 马来西亚 :
  -  国家领袖勋章 (PJN)- Datuk (1996年)
- 沙巴 :
  -  神山辉煌勋章 (PGDK)- Datuk (1990年)
  -  神山领袖勋章 (SPDK)- Datuk Seri Panglima (2007年)[5]